# Davit Shengelia
Davit Shengelia (Tbilisi, 6 marzo 1980) è uno scacchista georgiano (austriaco dal 2009).
Grande maestro dal 2005, in marzo 2009 si è trasferito in Austria, e da allora gioca per tale paese in tutte le competizioni.
Si è laureato in educazione fisica e sport a Tbilisi, per poi studiare economia all'Università di Vienna.

## Principali risultati
- 1995  – Partecipa alle olimpiadi Under-16 delle isole Canarie; il team georgiano ottiene il 2º posto;
- 2003  – Vince il torneo dell'Accademia degli scacchi di Erevan
- 2005  – Vince l'open di Cappelle la Grande, davanti a 75 GM e 62 IM, superando allo spareggio Mihail Brodsky; vince l'open di Graz (ripetuto nel 2006); vince l'open di Oberwart
- 2006  – Vince il campionato a squadre austriaco con il club dello Stiria Graz
- 2007  – Vince l'open di Werther
- 2008  – Vince l'open di Wattens

Il suo Elo al 1º marzo 2011 è di 2573 punti. In luglio 2009 raggiunse 2586 punti.